# Mãe-de-taoca-avermelhada
Mãe-de-taoca-avermelhada (nome científico: Phlegopsis erythroptera) é uma espécie de ave pertencente à família dos tamnofilídeos. Pode ser encontrada na Bolívia, Brasil, Colômbia, Equador, Peru, e Venezuela.
Seu nome popular em língua inglesa é "Reddish-winged bare-eye".